# 延原謙
延原 謙（のぶはら けん、本名読み：ゆずる、1892年9月1日 - 1977年6月21日）は、日本の編集者、翻訳家。シャーロック・ホームズなど探偵小説の翻訳で知られる。別名に小日向 逸蝶。
妻は劇作家・フランス文学者岸田國士の妹の勝伸枝。

## 生涯

### 生い立ち
1892年9月1日、京都で生まれた。父は竹内（旧姓馬場）種太郎、母は竹内文で、謙は二男である。父の種太郎は謙出生の翌年に死去し、母と兄とともに暮らすことになった。この際、戸籍上では母方の祖母の妹の養子となり、姓は延原となった。母の文は学校教師をしながら下宿屋を営み生計を立てた。1894年、母と兄とともに、母の実家である岡山県津山に引っ越した。1899年、文は津山に女学校を建て英語などを教えつつ2人の息子を育てた。
謙は津山中学校に通っていたが、1903年に津山高等女学校が開校すると文は自分の女学校を閉校し、一家は東京へ引っ越した。謙は東京で早稲田中学に入学し、1911年に早稲田大学高等予科に入学、1912年に同校を卒業し早稲田大学理工学部に進学した。
大学では電気工学を学び、大学卒業後、大阪市電鉄部に就職した。その後、日立製作所など、職を転々とし、1921年には逓信省の電気試験所に就職した。海野十三は早稲田大学及び電気試験所時代の後輩にあたる。後に延原は、海野が書いた小説を当時新青年編集長だった横溝正史に紹介し、それによって海野はデビューを果たしている。

### 翻訳家・雑誌編集長として
延原は中学上級の頃からモーパッサンの短編を翻訳して友人に見せるなどしていた。会社員になると、偶然見つけたコナン・ドイルの『四つの署名』を翻訳した。この原稿が友人の慶應義塾大学教員だった井汲清治の目に留まり、井汲は雑誌「新青年」の編集長森下雨村のもとに持ち込んだ。この原稿自体は「新青年」に掲載されなかったが、森下は延原の翻訳を高く評価し、1922年ごろから「新青年」に延原が翻訳した小説が掲載されるようになった。翻訳家デビューの背景には、当時延原が母親の病気（母の文は翻訳デビューと同時期の1921年に死去している）などにより資金が必要だったこともあったとされている。
その後、「新青年」や他の雑誌に翻訳や創作小説を発表し、1928年には博文館に入社して、1928年10月号から1929年7月号まで「新青年」の編集長をつとめた。1929年には「朝日」、1931年には「探偵小説」の編集長となった。1932年に「探偵小説」の編集長を辞し、同じ時期に博文館を退社した。
満州事変以降の情勢変化に伴い英米文学の翻訳が難しくなると、延原は翻訳業に見切りをつけ、1938年中国に渡った。また同年の5月10日に、勝伸枝（本名延原克子、旧姓岸田）と結婚した。ただし、入籍は1938年であるが、実質的にはそれ以前の1928年から1929年ごろには婚姻状態にあったと推定されている。なお、謙はそれ以前に、詳細は不明であるが婚姻暦があり1928年に離婚しているので、これが2度目の結婚となる。中国では、はじめ上海の同仁会病院に短期間勤務し、その後貿易業と映画館の経営に携わった。経営は成功し、江戸川乱歩によれば、中国貨で数億円の財を成したといわれている。しかし終戦によって財産を大陸に残したまま帰国した。
帰国後は、春山行夫の跡を継いで1947年に「雄鶏通信」編集長をつとめた。ホームズの翻訳に関しては、一時期権利の関係で頓挫していたが、後に解消され、1952年に月曜書房よりホームズ全集を完結させた。1958年に信濃追分に別荘を建て、「ホームズ庵」と名付けた。
晩年は病気のため9年間にわたり寝たきりの生活となった。その間は妻の克子が看病した。克子は、自分が病気のときに夫が看病してくれたので、そのお礼だと思い看病を続けたという。そして1977年6月21日、急性肺炎により享年84で死去した。墓地は、生前に気に入っていた場所という理由で、鎌倉市の極楽寺にある。

## 評価
アーサー・コナン・ドイルのシャーロック・ホームズ全作品やドイルの短編・中編小説を大多数翻訳したほか、1925年にアガサ・クリスティの作品を訳したことで、最初期の紹介者の栄誉も担っている。
クリスティの和訳については、『新青年』1924年5月号に「河野峯子訳」名義で掲載された「メンタルテスト」という短編が最も早い時期の翻訳と考えられているが、この河野峯子は延原の別名と考えられている。その後も河野峯子名義によるクリスティの短編は『新青年』6話掲載され、1925年にはこの6話を含む短編集が延原訳名義として単行本として出版された。同書は、クリスティの初の邦訳本といわれている。
延原は、他人から依頼されて翻訳したのは、森下雨村に依頼されたアーサー・モリスン『緑のダイヤ』（『十一の瓶』として「新青年」大正11年夏季特別増刊に掲載）のみであると述べている。すなわち、ほとんどの作品は延原自身が見つけ出して翻訳したものであり、その鑑識眼も特筆されている。

## 人物
妻の克子によれば、無口で頑固な人だったという。編集長としては厳格で、「雄鶏通信」の記者は、「とにかくおっかない編集長でした」と語っている。
トランプ遊びや野球観戦を好んだ。また、日本酒が好きで、晩年は唯一の趣味となった。入院後も1日1合弱を昼食時に飲んでいた。
元々電気工学を専攻していたにもかかわらず、探偵小説の翻訳に身を転じたことに関して、自身は「電気を勉強したからこそ探偵小説の理屈っぽさに興味が湧き、飽きずにミステリー一すじに翻訳をしつづける事が出来たと思う。即ち電気も探偵小説も原因があって結果が出、伏線が複雑な程面白いものである。そして嘘、ごまかしは一切ゆるされない。殊にシャーロック・ホームズは犯人の嘘、ごまかしをそれこそ小気味よくさばき、正してくれる。私はこの世の中で嘘、ごまかしが一番きらいである」と述べている。

## 著作・評伝
- 『延原謙探偵小説選』（論創社、論創ミステリ叢書） 2007年
- 『延原謙探偵小説選Ⅱ』（中西裕編、論創社、論創ミステリ叢書） 2019年 - 後半は妻・勝伸枝の作品
- 『ホームズ翻訳への道 延原謙評伝』（中西裕、日本古書通信社） 2009年、普及版 2010年

## 訳書
- 『クラブのキング』（The King of Clubs、アガサ・クリスティ、博文館、探偵傑作叢書） 1925年
- 『怪奇探偵 十一の瓶』（The Green Eye of Goona、アーサー・モリソン、博文館、探偵傑作叢書） 1925年
- 『拳骨 怪奇探偵』（アーサー・リーヴ（英語版）、博文館、探偵傑作叢書） 1926年
- 『運命の塔』（コオナン・ドイル、聚英閣、探偵名作叢書） 1926年
- 『シヤアロツク・ホウムズ』（ドイル、改造社、世界大衆文学全集） 1928年
- 『クリステイ集』（博文館、探偵傑作叢書） 1929年
- 『ドイル集』（博文館、探偵傑作叢書） 1929年
- 『モリスン集・ポール・ソーン集』（博文館、探偵傑作叢書） 1929年
- 『ウオーレス集』（田中早苗共訳、博文館（探偵傑作叢書） 1930年
- 『シヤーロツクホームズの事件簿』（ドイル、平凡社、世界探偵小説全集） 1930年
- 『ドイル全集 全8巻』（改造社、世界文学大全集） 1931年 - 1933年
「緋色の研究」
「四人の署名」
「バスカーヴイルの犬」
「シヤアロック・ホウムズの想ひ出」
「クルムバアの悲劇」
「シヤアロツク・ホウムズの冒険」
- 『ケンネル殺人事件』（The Kennel Murder Case、ヴアン・ダイン、新潮社） 1933年
- 『二枚の肖像画』（Portculis Spuare Mystery、L.J.ビーストン、黒白書房） 1935年
- 『トレント最後の事件』（ベントレー、黒白書房） 1935年
のち新潮文庫、戦後に改訳増補版
- 『霧の夜 探偵小説』（R・H・デーヴィス、春秋社） 1936年
- 『緑のダイヤ』（The Green Eye of Goona、アーサー・モリスン、博文館、博文館文庫） 1939年
前掲『怪奇探偵十一の瓶』の改題新版。戦後東京創元社より刊行
- 『渦巻く濃霧』（Flat 2、エドガア・ウオーレス、博文館、博文館文庫） 1939年
- 『リンクスの殺人事件』（アガサ・クリステイ、博文館、博文館文庫） 1939年
- 『怖るべき娘達』（The Seven Deadly Sisters、パット・マクガア、新樹社、ぶらっく選書） 1949年
- 『青髯の妻』（Museum Piece No. 13、ルーファス・キング（英語版）、新樹社、ぶらっく選書） 1950年
- 『グリーン家殺人事件』（S.S.ヴァン・ダイン、新樹社） 1950年
のち改訳し新潮文庫
- 『シャーロック・ホームズ全集』（月曜書房） 1951年 - 1952年
のち新潮文庫（全10巻） 1953年 - 1955年。電子書籍版あり
第1巻　「緋色の研究」
第2巻　「四つの署名」
第3-4巻　「シャーロック・ホームズの冒険」
第5-6巻　「シャーロック・ホームズの思出」
第7-8巻　「シャーロック・ホームズの帰還」」
第9巻　「バスカヴィル家の犬」
第10巻　「恐怖の谷」
第11巻　「シャーロック・ホームズ最後の挨拶」
第12-13巻　「シャーロック・ホームズの事件簿」
※月曜書房版のみ「求むる人」を収める。（新潮社版以降は収録されていない。論創社版「選集」に収録）
- 『殺意』（フランシス・アイルズ、日本出版協同、異色探偵小説選集） 1953年
- 『ベラミ裁判』（The Bellamy Trial、フランセス・N・ハート、日本出版協同、異色探偵小説選集） 1953年
- 『オリエント急行の殺人』（アガサ・クリスティー、早川書房） 1954年
柳香書院版『十二の刺傷』の改題新版。巻末解説は江戸川乱歩。
- 『螺旋階段』（The Circular Staircase、M・R・ラインハート、早川書房、世界探偵小説全集） 1955年
- 『死人を起す』（To Wake the Dead、デイクスン・カー、早川書房、世界探偵小説全集） 1955年
- 『シャーロック・ホームズの叡智』（ドイル、新潮文庫） 1955年
新潮文庫版「シャーロック・ホームズ全集」の全集最終10冊目。短編集各冊の未収録作品をまとめたもの
- 『シャーロック・ホームズ全集』 全6巻 （新潮社） 1956年
- 『Xの悲劇』（エラリ・クィーン（東京創元社、世界推理小説全集） 1956年
  - 柳香書院版に予定されたが翻訳が間に合わず未収におわり、戦後新たに雄鶏社版として訳稿を起したもの
- 『ドイル傑作集』 全8巻（新潮文庫） 1957年 - 1961年。電子出版あり
- 『わが思い出と冒険 コナン・ドイル自伝』（新潮文庫） 1965年、復刊 1994年。電子書籍版あり
- 『死の濃霧　延原謙翻訳セレクション』（中西裕編、論創社、論創海外ミステリ） 2020年